# Pembroke Pines
Pembroke Pines es una ciudad ubicada en el condado de Broward, Florida, Estados Unidos. Según el censo de 2020, tiene una población de 171.178 habitantes.
Es un suburbio de Miami y forma parte de su área metropolitana.

## Geografía
La ciudad está ubicada en las coordenadas 26°0′53″N 80°20′25″O / 26.01472, -80.34028 (26.014716, -80.340171). Según la Oficina del Censo de los Estados Unidos, Pembroke Pines tiene una superficie total de 90.03 km², de la cual 84.64 km² corresponden a tierra firme y 5.39 km² es agua.

## Demografía
Según el censo de 2020, hay 171,178 personas residiendo en Pembroke Pines. La densidad de población es de 2022.42 hab./km². El 32.08% son blancos, el 20.29% son afroamericanos, el 0.32% son amerindios, el 5.73% son asiáticos, el 0.05% son isleños del Pacífico, el 11.02% son de otras razas y el 30.52% son de dos o más razas. Del total de la población, el 49.73% son hispanos o latinos de cualquier raza.

## Personas destacadas
Es la ciudad natal de Bella Thorne, actriz y cantante de Disney Channel, y de su hermana Dani Thorne.